# Thibaut Petit
Thibaut Petit (Liegi, 9 marzo 1980) è un allenatore di pallacanestro belga.

## Palmarès
- Campionato svizzero femminile: 1

Université BC Neuchâtel: 2006-07
- Campionato belga femminile: 1

Castors Braine: 2013-14
- Coppa di Svizzera femminile: 2

Université BC Neuchâtel: 2008, 2009
- Coppa del Belgio femminile: 1

Castors Braine: 2014
- Coppa di Francia femminile: 2

Arras: 2012
Lattes Montpellier: 2021
- Coppa di Lega Svizzera: 2

Fribourg Olympic: 2024, 2025
- Coppa di Svizzera: 1

Fribourg Olympic: 2024
- Campionato svizzero maschile: 1

Fribourg Olympic: 2023-24
- Supercoppa di Svizzera: 1

Fribourg Olympic: 2024